# Reviglio boys

Franco Reviglio

Reviglio boys è il termine con il quale a partire dagli anni '80 la stampa italiana ha designato un gruppo di economisti e dirigenti d'azienda il cui pensiero si è ispirato a quello di Franco Reviglio, accademico e politico esponente del Partito Socialista Italiano.

## Profilo ed attività dei Reviglio boys
Nel 1971 Reviglio intraprese la carriera di docente di economia pubblica presso l'Università di Torino. Tra i suoi allievi vi fu Mario Baldassarri. 
Nel 1979-1981 venne nominato ministro delle finanze. In questo periodo chiamò a coadiuvarlo un gruppo di giovani economisti, che avevano avuto con lui occasioni di lavoro e di ricerca sugli effetti economici degli strumenti fiscali. Il gruppo venne inquadrato in uffici di segreteria al ministero, condividendo momenti di ricerca e di produzione di progetti innovativi. Direttamente chiamati dal ministro vi parteciparono il deputato Giulio Tremonti, il ricercatore Franco Bernabè, il bocconiano Alberto Meomartini, il professor Domenico Siniscalco, il professor Giuliano Segre e lo stesso Baldassarri. Tali rapporti di collaborazione durarono fino al 1993, anno in cui Reviglio cessò dal suo incarico di ministro del bilancio e della programmazione economica.
In tale periodo il brain trust che faceva capo al ministro elaborò un importante strumento di contrasto all'evasione fiscale, ossia la ricevuta fiscale. A partire dal 1994, con la "discesa in campo" di Silvio Berlusconi, Tremonti, Siniscalco e Baldassarri si avvicinarono politicamente al nuovo Presidente del Consiglio. Infatti costoro diressero la politica economica dei suoi governi, i primi due nella veste di ministro dell'economia e delle finanze, il terzo in quella di viceministro. Tale sodalizio si interruppe a causa di divergenze con lo stesso Berlusconi nel 2011 (anche se Siniscalco si allontanò da lui già nel 2005).
Bernabè e Meomartini preferirono invece stare in disparte rispetto alla politica e dedicarsi esclusivamente alla carriera aziendale. Entrambi hanno ricoperto ruoli dirigenziali in imprese come Telecom Italia, Eni, Snam, Saipem, Italgas. 
Segre viceversa rimase legato al Partito Socialista Italiano, divenendo prima responsabile per le politiche creditizie nel gabinetto del ministro Giuliano Amato e poi consigliere economico del Presidente del Consiglio quando Amato ricoprì quella carica nel periodo 1992-93. Successivamente eletto presidente della Fondazione di Venezia (fondazione bancaria), Segre chiamò nel Consiglio il suo antico maestro Reviglio.

## Pensiero economico
Alcuni hanno paragonato il loro pensiero economico per importanza sul piano nazionale a quello dei Chicago boys: mentre questi ultimi si rifacevano ai canoni del neoliberismo di Milton Friedman le posizioni dei Reviglio boys possono essere definite liberalsocialiste. 
Essi distinguono la spesa pubblica in due grandi categorie: quella improduttiva, destinata ai servizi come sanità, istruzione, ricerca ecc. che, appunto perché inutile a garantire la crescita economica, può essere ridotta anche con tagli lineari in caso di crisi finanziaria, e quella produttiva, costituita da tutti quegli enti e aziende pubbliche con una consistente partecipazione di soggetti privati (o viceversa, da soggetti ed enti privati con forte partecipazione statale), che si occupano della produzione e distribuzione di beni e servizi.
Riguardo ai rapporti commerciali vedono generalmente di buon occhio il libero mercato ma sostengono che sia legittimo apprestare misure protezionistiche rispetto ad alcuni settori strategici minacciati dalla concorrenza internazionale.
Tengono inoltre un atteggiamento critico nei confronti della rigidità del cambio e si sono schierati a favore delle politiche di austerità ritenendole necessarie in una situazione di crisi economica. Spesso hanno sottolineato (Baldassarri in particolare) i benefici che si possono trarre da una svalutazione dell'Euro per l'economia nazionale.